# Ryszard Pstrokoński
Ryszard Pstrokoński (ur. 3 kwietnia 1907 w Warszawie, zm. ?) – lekarz, działacz PPR, burmistrz Kłodzka w latach 1946–1947 i prezydent Elbląga w latach 1947–1949.

## Życiorys
Urodził się w 1907 r. w Warszawie. W 1927 r. ukończył warszawskie Gimnazjum Humanistyczne im. Jana Zamoyskiego. W latach 1927–1934 studiował medycynę na Uniwersytecie Warszawskim. W ich trakcie zaliczył także dwa lata studiów (1935–1936) na Wydziale Mechanicznym Politechniki Warszawskiej. Następnie przez rok pracował w II Klinice Chirurgicznej Wydziału Lekarskiego UW. Od 1937 r. pracował w warszawskiej rzeźni w dziale kontroli, a w latach 1938–1939 Wojewódzkim Funduszu Pracy. Był także współwłaścicielem warsztatu mechanicznego.
W czasie wojny obronnej Polski we wrześniu 1939 służył w wojskach pancernych. Po jej zakończeniu został wywieziony w głąb Związku Radzieckiego i do 6 lutego 1943 przebywał w więzieniach i łagrach. Po jego opuszczeniu pracował jako technik-kreślarz w ekspedycji naukowej Leningradzkiego Instytutu oraz w Moskwie jako lekarz. Na jesień 1943 został zmobilizowany do Armii Czerwonej, w której dowodził plutonem. 12 listopada 1943 zgłosił się jako ochotnik do I Korpusu Polskiego, gdzie służył w 5 Samodzielnej Pomorskiej Brygadzie Artylerii Ciężkiej. Przebył z nią szlak bojowy aż do Łaby, pełniąc w stopniu podporucznika funkcję lekarza dywizjonu i starszego lekarza brygady.
Po demobilizacji jednostki przeniósł się do Kłodzka, gdzie został burmistrzem. Jeszcze przed objęciem tej funkcji został członkiem Polskiej Partii Robotniczej. Po 1947 przeniósł się do Elbląga. Działał tam w szeregach tej partii. 4 września 1947 otrzymał nominację na urząd prezydenta Elbląga, jednak formalnego wyboru Miejska Rada Narodowa w Elblągu dokonała na swym plenarnym posiedzeniu 2 października tego samego roku. Zrezygnował z tej funkcji we wrześniu 1949, co było spowodowane konfliktem z gdańską Wojewódzką Radą Narodową oraz I sekretarzem Komitetu Miejskiego PZPR T. Góralem. Zarzucano mu m.in., że zbyt rzadko konsultował się w sprawach miejskich z partią. Po rezygnacji ze stanowiska prezydenta miasta wyjechał do Warszawy, gdzie otrzymał kierownicze stanowisko w Zarządzie Głównym Ligi Lotniczej, a nieco później w państwowym Przedsiębiorstwie Przemysłowym nr 3. Od sierpnia 1950 był kierownikiem robót oraz kierownikiem Zarządu Budowlanego Zjednoczenia Budownictwa Miejskiego w Kętrzynie. Niedługo potem został na mocy decyzji KM PZPR w Elblągu wykluczony z partii, co umotywowano jego dawnymi konfliktami z Komitetem Miejskim PZPR oraz faktem aresztowania przez Urząd Bezpieczeństwa mieszkającego w jego domu Wincentego Sołowieja, oskarżonego o szpiegostwo na rzecz Francji.